# Mary Glynne
Mary Glynne (25 de janeiro de 1985 – 19 de setembro de 1954) foi uma atriz britânica. Ela apareceu em 24 filmes mudos entre 1919 e 1939.

## Filmografia selecionada
- Unmarried (1920)
- The Call of Youth (1921)
- Appearances (1921)
- The Mystery Road (1921)
- The Princess of New York (1921)
- The White Hen (1921)
- Dangerous Lies (1921)
- The Bonnie Brier Bush (1921)
- The Good Companions (1933)
- Flat Number Three (1934)
- Scrooge (1935)
- Royal Cavalcade (1935)
- Grand Finale (1936)
- The Heirloom Mystery (1936)
- The Angelus (1937)